# Inner Mirror
Inner Mirror ist ein Jazzalbum von Howard Riley. Die 1996 entstandenen Aufnahmen erschienen 1997 auf ASC Records.

## Hintergrund
Inner Mirror ist eine Soloaufnahme des britischen Pianisten Howard Riley, die am 14. April 1996 im Stanley Glasser Electronic Music Studio des Goldsmith’s College in London entstand. Diese zwölf kurzen Stücke (alle unter zehn Minuten lang) umfassen alles von freier Improvisation bis hin zur Swing-Ballade, aber die meisten davon sind Improvisationen, die um ein Thema oder eine Akkordfolge herum strukturiert sind.

## Titelliste
- Howard Riley: Inner Mirror (ASC Records ASCCD16)[2]

1. Fast Forward 5:43
2. Icon No More 2:33
3. Things 3:09
4. Wired 2:45
5. Dreaming 2:03
6. Inner Minor 7:40
7. Home at Last 3:33
8. Deflection 9:41
9. Glass 2:29
10. Au Contraire 3:14
11. Starstruck 3:08
12. Walkway 3:40

Die Kompositionen stammen von Howard Riley.

## Rezeption
François Couture verlieh dem Album in Allmusic drei Sterne und schrieb, die Ideen seien präzise, gut ausgearbeitet und nicht im Geringsten überstrapaziert. Dieses Album würde das Gefühl von unprätentiöser Gelassenheit vermitteln, das man nur von einem erfahrenen Spieler wie Riley bekomme. Dieser sei sowohl technisch als auch künstlerisch in Topform. Das Album klinge so bodenständig, weil sich der Pianist überhaupt nicht innerhalb der Saitenchöre des Klaviers aufhalte, sondern sich nur auf die Klaviatur beschränke. Das Ergebnis sei leichter Avantgarde-Jazz, der selbst puristischen Ohren gefallen könnte.